# 指数関数的減衰

指数関数的減衰の様子。崩壊定数が大きいほど、より早く減少していることがわかる。 このグラフは崩壊定数 25, 5, 1, 1/5, 1/25 を 0 から x までプロットしたものである。

指数関数的減衰（しすうかんすうてきげんすい、exponential decay）、または指数的減衰とは、ある量が減少する速さが減少する量に比例することである。数学的にいえば、この過程は微分方程式
{\displaystyle {\frac {dN}{dt}}=-\lambda {N}}
によって表される。ここでN (t ) は指数関数的に減衰する量であり、λは崩壊定数と呼ばれる正の数である。崩壊定数の単位は s-1 である。
この微分方程式を解くと（詳細は後述）、この現象は指数関数
{\displaystyle N(t)=N_{0}e^{-\lambda {t}}}
によって表される。ここでN0 = N (0) は初期値である。

## 減衰の比の測定

### 平均寿命
着目している量N (t ) が、離散的な元からなる集合である場合、その集合における元の残っている平均時間を計算することができる。このような量を平均寿命（あるいは単に寿命、しばしば指数関数的時定数とも呼ばれる）と呼び、τと書く。下記でも示されるように、寿命τは崩壊定数λによって決まり、その関係は
{\displaystyle \tau ={\frac {1}{\lambda }}}
となる。平均寿命はスケーリング時間（scaling time)とみなすことができ、指数関数的減衰の式は平均寿命τを崩壊定数λの代わりに用いて
{\displaystyle N(t)=N_{0}e^{-t/\tau }}
と書くことができる。これは時間がτだけ経過すれば、N は約36.8%（ネイピア数e の逆数）まで減少すると理解できる。
たとえば人口が指数関数的減衰をするとし、時刻t = 0 における初期人口が1000人いたとすれば、平均寿命τだけ時間が経過すれば368人にまで減少しているということである。

### 半減期
より直感的に指数関数的減衰の特徴を理解するには、多くの人間にとって減衰する量が最初の量から半分になるのに必要な時間が馴染みやすいであろう。このような時間を半減期とよび、t 1/2 のような記号がよく使われる。半減期は、崩壊定数λあるいは平均寿命τを用いて次のように書かれる：
{\displaystyle t_{1/2}={\frac {\ln 2}{\lambda }}=\ln 2\cdot \tau .}
ここで平均寿命τについて解けば
{\displaystyle \tau ={\frac {t_{1/2}}{\ln 2}}\simeq 1.443\cdot {t_{1/2}}}
であるが、これを上記指数関数に代入すると、exp(ln 2) = 2 となるから、
{\displaystyle N(t)=N_{0}2^{-t/t_{1/2}}}
のようになる。ゆえに、何回の半減期が経過したかによって、N が何回半減したかがわかる。たとえば、3回の半減期が経過したのであれば、N は初期値の1/23 = 1/8 まで減少したということがただちにわかる。
たとえば、ポロニウム210は半減期138日を持ち、平均寿命は200日である。

## 微分方程式とその解
指数関数的減衰は微分方程式を用いると
{\displaystyle {\frac {dN}{dt}}=-\lambda {N}}
と表せる。式変形すると
{\displaystyle {\frac {dN}{N}}=-\lambda {dt}}
となり、これを積分することによって
{\displaystyle \ln N=-\lambda {t}+C}
を得る。ここでC は積分定数であり、
{\displaystyle N(t)=e^{C}e^{-\lambda {t}}=N_{0}e^{-\lambda {t}}}
となる。最後の計算で N0 = eC は初期条件t = 0 としたときの初期値と定義する。
この式は指数関数的減衰を記述するときにもっともよく使われる式である。崩壊定数、平均寿命、半減期のいずれを用いても十分に表現することが可能である。λを崩壊定数として用いるのは固有値の名残である。この場合λは微分作用素の反数の固有値であり、N (t ) が固有関数に対応する。

### 平均寿命の微分
着目している集合の元の量N は、時間が経てば減少し究極的にはゼロになるわけであるが、平均寿命τは集合から取り除かれて消えるまでの期待値とも解釈できる。特にもし集合の元の個々の寿命が経過した時間によってある時間を参照して個々の個体が集合から取り除かれていくというのであれば平均寿命とは個々の寿命の算術平均であるといえるであろう。
はじめに人口減少の公式
{\displaystyle N=N_{0}e^{-\lambda {t}}}
からはじめよう。われわれはc を正規化因子として確率空間へと変換する
{\displaystyle 1=\int _{0}^{\infty }c\cdot {N_{0}}e^{-\lambda {t}}dt=c\cdot {\frac {N_{0}}{\lambda }}}
式変形により
{\displaystyle c={\frac {\lambda }{N_{0}}}}
を得る。
われわれは指数関数的減衰が指数分布のスカラー倍であることを見出したのであり（i.e. 対象の個々の平均寿命はそれぞれ指数分布にしたがっているわけである）、指数分布の期待値はよく知られている。ここで部分積分により個々の寿命から全体の平均寿命を次のように計算することができる：
{\displaystyle \tau =\langle t\rangle =\int _{0}^{\infty }t\cdot {c}\cdot {N_{0}}e^{-\lambda {t}}dt=\int _{0}^{\infty }\lambda {t}e^{-\lambda {t}}dt={\frac {1}{\lambda }}.}

### 2つ以上に分岐する場合
ある量が2個あるいはそれ以上に分岐して崩壊する場合がある。一般的に、この過程（しばしば崩壊モード、崩壊チャネル、分岐比などとよばれる）は異なる確率で分岐し、したがって異なる比率、異なる半減期で平行して起こりうる。量N が（崩壊の如何にかかわらず）崩壊する比率は、分岐比の総和で与えられ、2つに分岐する場合では
{\displaystyle -{\frac {dN(t)}{dt}}=N\lambda _{1}+N\lambda _{2}=(\lambda _{1}+\lambda _{2})N}
で与えられる。この方程式の解は前の節で見たように和λ1 + λ2 をあらたな崩壊定数λc として扱い、
{\displaystyle N(t)=e^{-(\lambda _{1}+\lambda _{2})}=e^{-\lambda _{c}}}
のようにすれば良い。ところで、τ = 1/λ であるから、総平均寿命τc は複数のλi によって
{\displaystyle {\frac {1}{\tau _{c}}}=\lambda _{c}=\lambda _{1}+\lambda _{2}={\frac {1}{\tau _{1}}}+{\frac {1}{\tau _{2}}}}
と表される。通分して逆数をとり、
{\displaystyle \tau _{c}={\frac {\tau _{1}\tau _{2}}{\tau _{1}+\tau _{2}}}}
となる。つまり複数の崩壊に分岐する場合の平均寿命とは、各々の平均寿命の調和平均の逆数でありまた各々の平均寿命の和を全ての平均寿命の積で割ったものである。
ところで半減期と平均寿命は定数項が異なるだけであるから、上記式は半減期の場合も全く同様に
{\displaystyle T_{1/2}={\frac {t_{1}t_{2}}{t_{1}+t_{2}}}}
と書くことができる。ここでT1/2 は全半減期であり、t1 は1番目の半減期、t2 は2番目の半減期である。
全半減期を崩壊定数を用いてあらわせば
{\displaystyle T_{1/2}={\frac {\ln 2}{\lambda _{c}}}={\frac {\ln 2}{\lambda _{1}+\lambda _{2}}}}
のようになる。3つに分岐する場合であっても調和平均の逆数であるから
{\displaystyle T_{1/2}={\frac {\ln 2}{\lambda _{c}}}={\frac {\ln 2}{\lambda _{1}+\lambda _{2}+\lambda _{3}}}={\frac {t_{1}t_{2}t_{3}}{(t_{1}t_{2})+(t_{1}t_{3})+(t_{2}t_{3})}}}
となる。

## 応用と具体例
指数関数的減衰はあらゆる場面で起こる。特に自然科学において多く見られる。
指数関数的減衰で記述される現象は実は近似であり、量や時間が十分大きい、いわゆる大数の法則が成立している状態でのみ正しい。これが成り立たない、つまり量や時間が非常に小さい場合ではポアソン過程により詳細に計算することができる。
ここでは指数関数的減衰の例の一部をいくつか挙げよう。

### 自然科学
- 放射性崩壊 - 放射性核種の試料が放射性崩壊を経て異なる状態へと遷移するとき、元の核種の数が十分多い場合に限って残留している核種の量を指数関数的減衰によって論ずることができる。崩壊によって、娘核種が生成される。
- 伝熱 - ある温度をもつ対象が別の温度をもつ媒体の中にさらされた時の双方の温度変化は指数関数的減衰する（これは温度変化がゆっくりであり、熱伝導率もよく体積中の相対温度差が均一であるとした場合である）。詳細はニュートンの冷却の法則を参照。
- 化学反応 - 化学反応のある種の速度は、1つまたは他の種類の試薬に依存する。反応の速度は1つの試薬の濃度にのみ依存し（これは1階の反応en:Rate_equation#First-order_reactionsとして知られる）、その結果指数関数的減衰する。一例としては酵素触媒反応がそのようにふるまう。
- 地球物理学 - 大気圧は高度が高くなるごとに指数関数的に減衰し、1000mごとに12%に減少する。
- 静電気学 - キャパシタにためられた電荷は指数関数的減衰する（RC回路#時間領域を参照）。
- 振動 - いくつかの振動現象は指数関数的減衰する。たとえば減衰振動やシンセサイザーでADSRを使った場合に見られる。
- 薬理学、毒性学 - 投与物質は指数関数的減衰によって代謝されて半減する。たとえばクリアランス (医学)を参照。
- 物理光学 - X線やガンマ線などの電磁放射線が物質に吸収される際の減衰は指数関数的減衰である。

### 社会科学
- 簡単な言語年代学において、1つの言語が使われていた時代は指数関数的減衰によって計算される（2つの言語からさらに分岐していった場合は仮定を追加せねばならず、しかもその場合は指数関数的減衰には従わない）。
- 科学史において、正しいと信じられていた知識が徐々に反証されていく過程は指数関数的減衰である（知識の半減期（英語版）も参照）。

### 計算機科学
- BGP

### 心理学
- 忘却曲線　en:Forgetting curve